# Thereva flavipennis
Thereva flavipennis är en tvåvingeart som beskrevs av Krober 1913. Thereva flavipennis ingår i släktet Thereva och familjen stilettflugor. Inga underarter finns listade i Catalogue of Life.